# Liliana Gálvez
Liliana Gálvez Heras (Ciudad de México, 6 de noviembre de 1981) es una artista plástica mexicana dedicada a la pintura. Existe una constante de experimentación en su obra, el efecto que crea en sus pinturas que pareciera capturar una imagen detrás de un cristal mojado, se ha convertido en su sello característico.

## Obra
Su obra se distingue por la inquietud y preocupación por el tema sobre el cambio climático y por el imparable consumismo, temas de suma importancia en el mundo en general. Teniendo en cuenta el exceso de lluvias en Querétaro donde radica actualmente, documenta la distorsión del paisaje urbano, ayudándose de su cámara fotográfica.
Sus creaciones parten de esta referencia fotográfica, en un camino entre lo figurativo e impresionista, es una búsqueda de la deformación de la línea por el efecto del agua ,así como la incansable exploración del encapsulado con diversos materiales con un evidente sentimiento nacionalista. En cada gota se encapsula la imagen que se convierte en un recuerdo, donde la contemplación es parte de su trabajo, ya que en estas instantáneas logra ver todo.
Tiempo de Lluvia es una serie que con el tiempo ha sufrido varias transformaciones y la atmósfera creada en las pinturas nos invita a observar e ir encontrando formas y no formas que dialoguen con las y los espectadores, la propuesta es que se adentren a este cambio visual. 
Ha incorporado el elemento fuego en sus obras , que abarca desde la violencia que se vive en México sin llegar hacer fatalista o realista, hasta con el cambio climático y la temperatura social, no utiliza tonalidades rojas o amarillas, para recrearlo.Sus pinturas son un retrato urbano que guardan misterios, referencias, que las y los espectadores deben encontrar.

## Reconocimientos
- Mención honorífica, III Bienal Nacional de Pintura Gómez Palacio. Durango, México
- 1º lugar, Premio de Escultura en el Concurso Libertad de Pintura, Escultura y Fotografía, Galería Libertad, Querétaro, México (2007)
- 3º lugar, Premio de Escultura en el Concurso Libertad de Pintura, Escultura y Fotografía, Galería Libertad, Querétaro, México (2006)
- 1º lugar, Premio de Escultura en el Concurso Libertad de Pintura, Escultura y Fotografía, Galería Libertad, Querétaro, México (2005)
- Mención honorífica en el concurso de cartel a nivel estatal Si al deporte, Querétaro.[6]

## Exposiciones individuales
Ha tenido varias exposiciones individuales, al igual cuenta con más de 40 exposiciones colectivas en México , Colombia, España, varias publicaciones de su trabajo en diferentes libros. 
- 2017– “En transición ” Impulso galería, Santiago de Querétaro, México
- 2013 – “Liliana Galvez Heras + Phillip” Galería La 77, Ciudad de México
- 2011–”La ciudad ahogada”, Museo de Historia Natural , Bosque de Chapultepec, Cdmx
- 2011 – “Es temporada de huracanes” Galería Babel Arte Contemporáneo, Murcia, España.
- 2009 – “Imaginando en la realidad” Galería Libertad, Querétaro, México.
- 2009 – “La marcha de los muñecos” Casa de la cultura Aculco, México.
- 2006 – “En puerta” Museo de la Ciudad, Querétaro, México.
- 2005 – “Naturaleza muerta” Galería Quinto Elemento, Querétaro, México.[7]

## Exposiciones colectivas
- 2020 – “ 32 Aniversario del Museo de Arte de Querétaro: Gynes: Cartografía de la estética femenina”, Museo de Arte de Querétaro
- 2020 – “Bitácora de confinamiento” , Galería Municipal. Querétaro , México.
- 2019 – “El Pintor y la Ciudad” Galería Municipal, Rosario Sánchez de Lozada, exposición conmemorativa del 488 aniversario de la Fundación de la Ciudad de Querétaro, México.
- 2019 – “Plástica Contemporánea Queretana” Museo de Arte Contemporáneo de Querétaro, México.
- 2018 – Spectrum Miami, Winwood Miami , EUA
- 2018 – “Origen” . Galería Aguafuerte, Ciudad de México.
- 2017 –El mural del milenio. Museo del Carmen, Ciudad de México.
- 2016 –Señoras Pintoras. Arte en Femenino. Galería Laberinto, Querétaro, México.
- 2016 –Una muestra de las artes plásticas Galería Laberynto. Querétaro, México.[8]

## Publicaciones
- Con el agua hasta los ojos. El arco y la Luz, Artistas de Querétaro. Calygramma y Cia
- 10 Artistas Queretanos. Libro de pintura. Colección Particular
- Portada del Libro 10 años de Calendario de Cantinas, Querétaro
- Portada de libro “Un vaso de Agua” Colección Literatura Portátil. Letras de Querétaro. Ed. Calygramma
- Separata, Revista de pensamiento y ejercicio artístico, sección Texturas. Imaginando en la realidad
- Revista universitaria de divulgación del conocimiento: Extensión nuevos tiempos, “Las artes plásticas en Querétaro”
- Instantes, una mujer, un instante en el arte,  grupo Valverde
- Calendario de Cantinas 2010, 2009, 2008, 2007 , Querétaro
- Portada Crónicas de Eva, Instituto Queretano de la Cultura y las Artes
- Talentos Contemporáneos en la plástica en Querétaro
- Una plática y un brinco. Diario de Querétaro
- Calendario Taurino 2009, Querétaro